# Maria Helena Semedo

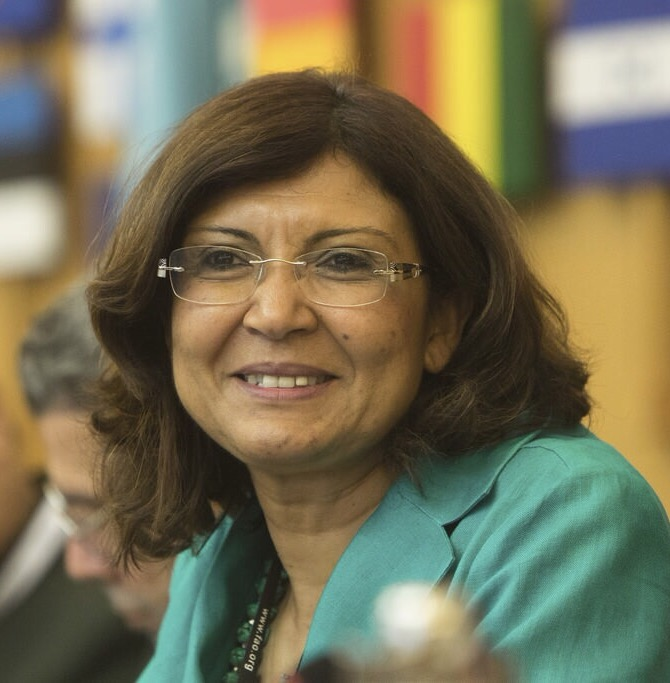
Maria Helena Semedo

Maria Helena Semedo (29 de Maio de 1959) é uma economista e política Cabo-verdiana  que é atualmente Diretora Adjunta da Organização de alimentação e Agricultura (FAO).

## Biografia
Semedo nasceu a 29 de Maio de 1959, em Cabo Verde. Tem um mestrado em economia, pelo Instituto Superior de Economia e Gestão em Lisboa, Portugal.

## Carreira
Semedo trabalhou como economista no Banco de Cabo Verde de 1986 até 1991 e no Ministério de Planeamento e Cooperação de 1991 a 1993.
Semedo foi nomeada Ministra da Pesca, Agricultura e do Desenvolvimento Rural, em 1993, fazendo dela a primeira mulher a ser ministra de estado em Cabo Verde. Em 1995, ela se tornou Ministra dos Assuntos Marítimos e, em seguida, em 1998, Ministra do Turismo. Foi eleita para a Assembleia Nacional em 2001, servindo até 2003. Durante este período, ela foi vice-presidente da Comissão Económica das Nações Unidas para a África.
Semedo juntou-se à FAO em 2003, como representante no Níger. Ela foi nomeada Vice-Representante Regional para a África em 2008. Em 2009, foi nomeada Assistente do Diretor-Geral, no escritório regional para a África, em Acra, Gana. Em junho de 2013, José Graziano da Silva, Diretor-Geral da FAO, nomeou-a sua Directora-Geral Adjunta e Coordenadora de Recursos Naturais.
Durante uma palestra em Roma, em 2014, Semedo afirmou que, se as actuais taxas de degradação se mantiverem, o solo superficial pode desaparecer no prazo de 60 anos. Em 2015, ela constatou que a agricultura é muitas vezes vista como uma ameaça na luta contra a mudança climática, mas que o sector precisa "ser integrado em políticas climáticas." Durante a assinatura do Acordo de Paris , em 2016, ela falou sobre o papel crucial que a agricultura pode desempenhar em resposta às alterações climáticas, bem como à pobreza e à fome. Em janeiro de 2017, ela apelou a uma resposta imediata para a seca no Chifre da África, enquanto discursava num painel da 28ª Cúpula da União Africana em Adis Abeba, "A magnitude da situação apela ao reforço de ação e de coordenação nos níveis nacional e regional."

## Vida pessoal
Semedo é casada. Ela fala português, francês, inglês e espanhol. Em dezembro de 2015, enquanto estava no Quênia, ela contraiu o vírus Zika , mas recuperou bem.

## Prémios e distinções
- Ordem do Níger pelo "serviço distinto na área da agricultura", de Maio de 2008[1]
- Doutoramento Honoris Causa pela Universidade Aberta, Dezembro de 2018

## Publicações
- «Human catastrophe looming». Mail and Guardian
- «Message to Readers» (PDF). Nature and Faune. 26
- «Global Bioeconomy Summit Statement» (PDF)